# تاريخ هيسن

دوقية هيسن الكبرى عام 1871

هيسه عام 1900، مقسمة بين عدة ولايات

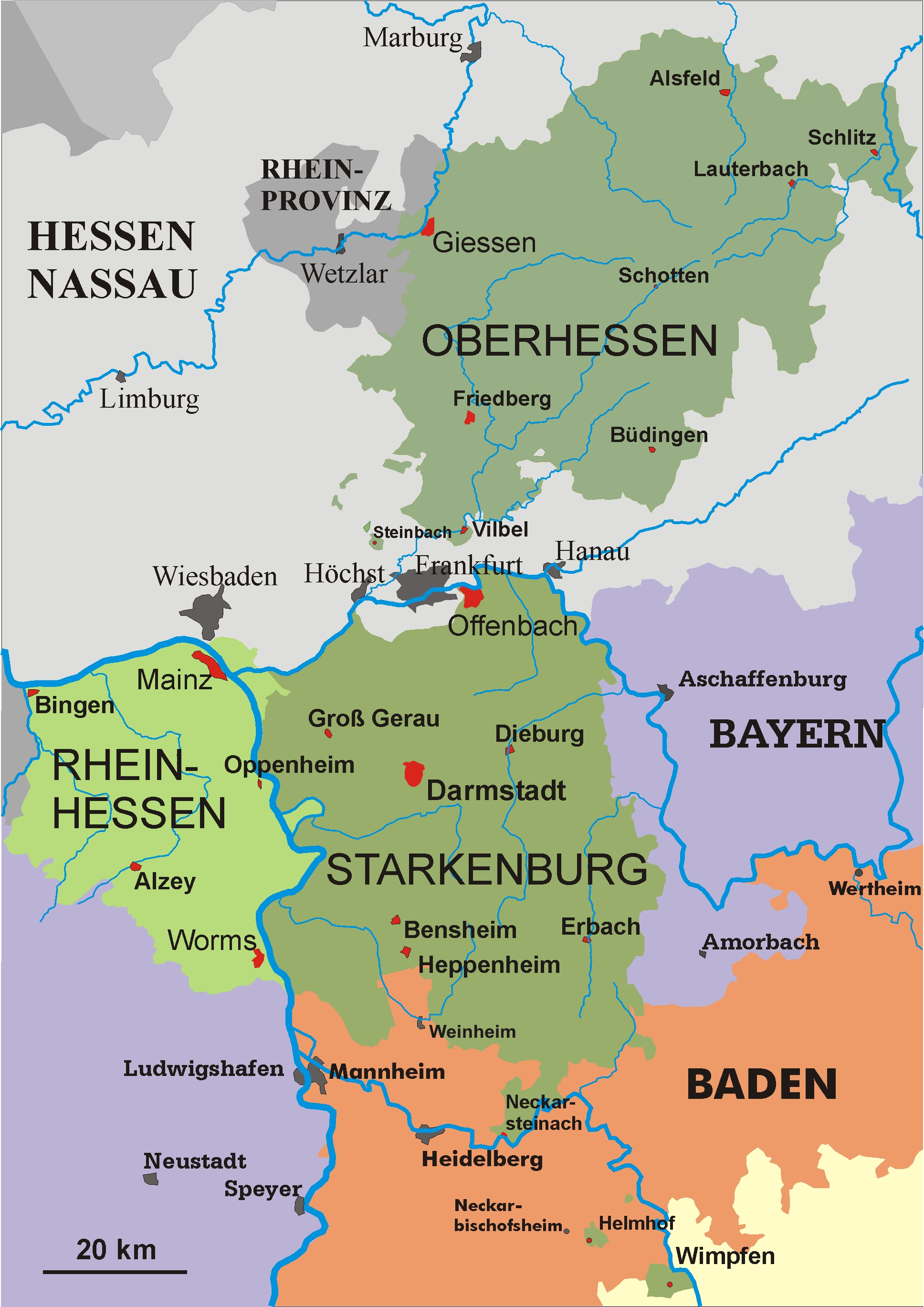
ولاية هيسن وهيس ناساو الشعبية عام 1930

هيس الكبرى في ألمانيا المحتلة من الحلفاء، 1945-1946

تتناول هذه المقالة تاريخ ولاية هيسن الألمانية.

## قبل التاريخ
في العصر الحجري القديم، سويت منطقة هيسن الوسطى حول فتسلار. كشفت الحفريات المكثفة على طول نهر لان في فيتسلار-دالهايم مؤخرًا عن مستوطنة عمرها 7000 عام من ثقافة الفخار الخطي. تشير فخاريات بيل بيكر التي عُثر عليها في روسلسهايم وأوفنباخ وجريسهايم وفيسبادن إلى وجود مستوطنة في جنوب هيس قبل 4500 عام.

## الأرض
توفي فيليب الأول (لاندغراف هسن) عام 1568، عندها قسمت لاندغريفية هسن (بالألمانية: Landgrafschaft Hessen)‏، وهي إمارة ألمانية تابعة للإمبراطورية الرومانية المقدسة، بين أبنائه. بحلول عام 1604 اندثر خطي هيس-ماربورغ وهيس راينفيل [الإنجليزية]، وأصبحت هيس-دارمشتات، جنبًا إلى جنب مع هيس-كاسل، إحدى ولايتي هيسان. بينما تحولت هيس-كاسل إلى الكالفينية وأصبحت أحد أكثر المدافعين حماسة للقضية البروتستانتية في حرب الثلاثين عامًا، ظل لاندجراف جورج الثاني لوثريًا صارمًا وحافظ على تحالف وثيق مع ساكسونيا، مما أدى إلى سياسة مؤيدة لهابسبورغ بعد 1642.
أدت العلمنة والتعديلات التي أذن بها مجلس القرار الرئيس لمجلس المبعوثين الإمبراطوري عام 1803 إلى اكتساب هيس-دارمشتات قدرًا كبيرًا من الأراضي. كان الاستحواذ على دوقية وستفاليا، التي كانت مملوكة سابقًا لرئيس أساقفة كولونيا، أمرًا مهمًا، وكذلك الاستحواذ على الأراضي من رئيس أساقفة ماينز وأسقف فورمز. أخذ لاندغراف لقب دوق هيس الأكبر عام 1806، إبان حل الرايخ ونزع الملكية من ابن عمه، أمير هيس كاسل.
أُجبر الدوق الأكبر على التنازل عن ويستفاليا لبروسيا في مؤتمر فيينا. بالمقابل، حصل على قطعة أرض من الضفة اليسرى لنهر الراين، تضم القلعة الفيدرالية المهمة في ماينز. غيرت الدوقية الكبرى اسمها إلى دوقية هيسن الكبرى وجوار الراين في عام 1816.
أصبح النصف الشمالي من الدوقية الكبرى (هيس العليا) جزءًا من اتحاد شمال ألمانيا في عام 1867، بينما ظل نصف الدوقية الكبرى جنوب الماين (ستاركينبرج ورينيش هيس) خارج الأتحاد. في عام 1871 أصبحت دولة مكونة للإمبراطورية الألمانية. إذ أُجبر الدوق الأكبر الأخير، إرنست لودفيج (حفيد الملكة فيكتوريا وشقيق الإمبراطورة ألكسندرا من روسيا)، على التنحي عن عرشه في نهاية الحرب العالمية الأولى. ثم غُير اسم الولاية إلى فولكستات هسن (ولاية هيس الشعبية).
دمجت غالبية الولاية مع فرانكفورت أم ماين ومنطقة فالديك (مقاطعة الراين) ومقاطعة هيس ناساو البروسية القديمة لتشكيل ولاية هيسن الجديدة بعد الحرب العالمية الثانية. أستثنيت منطقة مونتابور من هيسن-ناساو، وأصبح ذلك الجزء من هيسن-دارمشتات على الضفة اليسرى لنهر الراين (رينيش هيس) جزءًا من ولاية راينلاند بالاتينات. (سيئة) ومبفن - بمعزل عن هسن-دارمستات - أصبحت جزءًا من بادن فورتمبيرغ، مقاطعة سنشين.

## القرنين السابع عشر والثامن عشر
منذ السنوات الأولى للإصلاح، كان بيت هيسن في الغالب بروتستانت. تزوج اللاندغرافيون فيليب الأول ووليام الخامس وماورس من نسل الملك جورج من بوهيميا؛ ولكن بداية من ويليام السادس فصاعدًا، كانت أمهات رؤساء هيس-كاسل ينحدرن دائمًا من ويليام الصامت، زعيم الهولنديين. استمر ذلك حتى الاستقلال على أساس الكالفينية.
توسعت أراضي هيس-كاسل في عام 1604 عندما ورث موريس، لاندغريف من هيس-كاسل أراضي هيس-ماربورغ من عمه الذي لم يكن له أطفال، لويس الرابع، وهو لاندغريف من هيس-ماربورغ (1537-1604).
خلال حرب الثلاثين عامًا، أثبت كالفيني هيس كاسل أنه أكثر الحلفاء الألمان ولاءً للسويد. وبعد وفاة لاندغراف ويليام الخامس عام 1637، دعمت أرملته أميليا من هاناو، حفيدة ويليام الصامت، كوصي على العرش بسبب البروتستانت والفرنسيين والسويديين طوال الحرب، حافظ على جيش، وحصن العديد من المعاقل، بينما أحتلت هيس-كاسل نفسها من قبل القوات الإمبراطورية.
خلف ويليام الخامس لاندغرافيان هما ويليام السادس وويليام السابع. في عهد الملك فريدريك الأول ملك السويد، كانت هيس-كاسل في اتحاد خاص مع السويد من 1730 إلى 1751. ولكن في الواقع، حكم الأخ الأصغر للملك، الأمير وليام، في كاسل بصفته وصيًا على العرش حتى خلف أخيه، وظل وليام الثامن حتى عام 1760.
على الرغم من أن تأجير القوات لأمراء آخرين كان ممارسة منتشرة إلى حد ما في ذلك الوقت، إلا أن لاندغرافيو هيس كاسل هم الذين اشتهروا بأعارة وحدات من جيشهم كمرتزقة خلال القرنين السابع عشر والثامن عشر. حافظت هيس-كاسل على 7٪ من مجموع سكانها كحاملي سلاح طوال القرن الثامن عشر. كانت هذه القوة بمثابة مصدر للمرتزقة لدول أوروبية أخرى. أعار فريدريك الثاني، على وجه الخصوص، العديد من القوات لابن أخيه الملك جورج الثالث ملك بريطانيا العظمى لاستخدامها في حرب الاستقلال الأمريكية، وأصبح مصطلح «هيسيان» مصطلحًا شائعًا بين الأمريكيين والمؤرخين لجميع الجنود الألمان الذين نشرهم البريطانيون في الحرب. واحدة من هذه الأفواج التي شهدت الخدمة في أمريكا كان فوج الفارس برنزكارل.
خلال القرن السابع عشر، قُسمت الأراضي الداخلية للأغراض الأسرية، دون وجوب التأشير، إلى:
- لاندغرافيت هيس-روتنبيرغ (1627–1834)
- أراضي هيس- وانفريد- (راينفيلز) (1649-1755)
- أراضي هيس فيليبسثال
- قائمة حكام هسن

يمكنهم دخول لاند غرافيت هيس كاسل إذا مات أحد أقاربهم دون مشكلة قانونية.

## القرن التاسع عشر
بعد إعادة تنظيم الولايات الألمانية خلال الوساطة الألمانية لعام 1803، رفعت لانغرافيت هيس كاسل إلى إمارة هيس ولاندغريف، رقي وليام التاسع إلى أمير ناخب، مع لقب ويليام الأول، ناخب هيس. وهكذا أصبحت الإمارة تعرف باسم كور هسن، على الرغم من أنه لا يزال يشار إليها عادةً باسم هيس-كاسل.
في عام 1806، طرد نابليون بونابرت ويليام الأول بسبب دعمه لمملكة بروسيا. أصبحت كاسل عاصمة مملكة ويستفاليا الجديدة تحت حكم الملك جيروم بونابرت شقيق نابليون. استعاد وليام الأول الإمارة بعد هزيمة نابليون في عام 1813، وعلى الرغم من انتهاء الإمبراطورية الرومانية المقدسة، فقد احتفظ ويليام بلقبه أميراً، حيث منحه دوق هيسن الأكبر الأسبقية على ابن عمه. منذ عام 1813 فصاعدًا، كانت إمارة هيسن دولة مستقلة، وبعد عام 1815، أصبحت عضوًا في الاتحاد الألماني.
انحاز الأمير فريدريك ويليام حفيد ويليام، إلى جانب الإمبراطورية النمساوية في الحرب النمساوية البروسية. ضمت بروسيا أراضيه في عام 1866 بعد انتصارها في الحرب. إلى جانب ضمها دوقية ناسو ومدينة فرانكفورت الحرة، أصبحت هيس-كاسل جزءًا من مقاطعة هيس ناساو الجديدة في مملكة بروسيا.

## القرن العشرين
أصبحت هيس-ناسو جزءًا من دولة بروسيا الحرة منذ عام 1918حتى عام 1944. ومن عام 1944- وحتى عام 1945 كانت جزءاً من ألمانيا النازية، قُسمت إلى مقاطعات كورهيسين وناساو البروسية. بين عامي 1945ـ 1946، غُير اسمها إلى هيس الكبرى (بالألمانية: Großhessen)‏ وكانت جزءًا من منطقة الاحتلال الأمريكي في ألمانيا. أما من عام 1946 فصاعدًا، فقد أعيد تنظيمها لتصبح ولاية هيسن، وهي ولاية فيدرالية في ألمانيا الغربية.
في عام 1918، انتخبت الحكومة الفنلندية الموالية لألمانيا الأمير فريدريك تشارلز أمير ولاية هيسن، وهو الأخ الأصغر لرئيس المنزل وصهر الإمبراطور ويليام الثاني، ملكًا لفنلندا، لكنه لم يحكم البلاد. في عام 1968، أصبح رئيس بيت هيس-كاسل رئيسًا لمنزل هيسن بأكمله بسبب اندثار منزل هيس-دارمشتات.